# Adam Busch

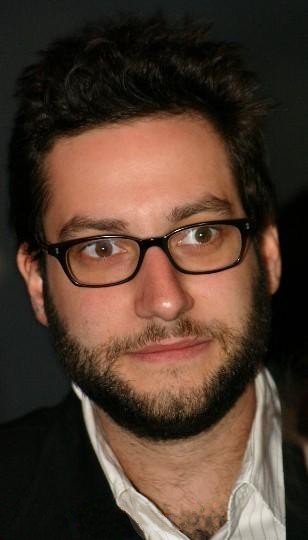
Adam Busch, 2004

Adam Busch (* 6. Juli 1978 in East Meadow, New York) ist ein US-amerikanischer Schauspieler.

## Leben
Adam Busch wuchs in East Meadow, New York auf, wo er auch die High School besuchte.
Im Alter von 16 bekam Adam Busch seine erste Filmrolle in Léon – Der Profi. Von 2001 bis 2003 war Adam Busch als Warren in der Fernsehserie Buffy – Im Bann der Dämonen zu sehen. 2004 spielte er Steve Dixon in der kurzlebigen Fernsehserie The Jury. Kurze Zeit später bekam er die Rolle des Wes in der Fernsehserie Point Pleasant. Von 2012 bis 2014 war Adam Busch Hauptdarsteller in der Fernsehserie Men at Work.
Bis 2009 war Adam Busch mit Buffy Co-Star Amber Benson liiert. Die beiden trennten sich, blieben aber gute Freunde. Adam Busch ist der Sänger der Punk-Band Common Rotation.

## Filmographie (Auswahl)
- 1994: Léon – Der Profi (Léon)
- 1996–1997: The Mystery Files of Shelby Woo (Fernsehserie, 21 Folgen)
- 1998: Law & Order (Fernsehserie, eine Folge)
- 2001: Sugar & Spice
- 2001: Magic Rock
- 2002: Book of Danny
- 2001–2003: Buffy – Im Bann der Dämonen (Fernsehserie, 16 Folgen)
- 2004: The Jury (Fernsehserie, 10 Folgen)
- 2005: Point Pleasant (Fernsehserie, 7 Folgen)
- 2006: American Dreamz – Alles nur Show (American Dreamz)
- 2006: Dr. House (House, M.D., Fernsehserie, eine Folge)
- 2007: Back to You (Fernsehserie, 2 Folgen)
- 2008: Terminator: The Sarah Connor Chronicles (Fernsehserie, eine Folge)
- 2009: Are You Scared 2
- 2009: Tripp’s Rockband (Fernsehserie, eine Folge)
- 2009: Cummings Farm
- 2011: Grey’s Anatomy (Fernsehserie, eine Folge)
- 2011: Count Jeff (Fernsehserie, 3 Folgen)
- 2012–2014: MyMusic (Fernsehserie, 58 Folgen)
- 2012–2014: Men at Work (Fernsehserie, 31 Folgen)
- 2013: CSI: Vegas (CSI: Crime Scene Investigation, Fernsehserie, eine Folge)
- 2014: Major Crimes (Fernsehserie, eine Folge)
- 2015: Empire (Fernsehserie, zwei Folgen)
- 2016: Internetstar
- 2016: Navy CIS (NCIS, Fernsehserie, eine Folge)
- seit 2016: Colony (Fernsehserie, fünf Folgen)
- 2017: Dave Made a Maze
- 2017: Rebel in the Rye
- 2018: Altered Carbon – Das Unsterblichkeitsprogramm (Fernsehserie, 6 Folgen)
- 2019: Proven Innocent  (Fernsehserie, 6 Folgen)
- 2019: The Rookie (Fernsehserie, eine Folge)
- 2021: Chicago P.D. (Fernsehserie, eine Folge)

## Auszeichnungen
German Independence Award
- 2010: Publikumspreis (Drones, geteilt mit Amber Benson)[8]